# Peircův triadický model znaku
Peircův triadický model znaku je vedle dyadického  de Saussurova modelu důležitou teorií  znaku v  sémiotice. Peircův model je založen na trojici esenciálních složek: representamenu, objektu a interpretantu. Zatímco representamen a objekt odpovídají de Saussurovým pojmům označující a označované, interpretant je nově uvažovanou pragmatickou složkou, tj. výsledkem interpretace znaku samotného. Tyto jednotlivé složky jsou dělitelné na základě vlastních typologií, jejichž specifická kombinace dovoluje znak zařadit do jedné z deseti možných tříd. 

## Peircova teorie znaku
Charles S. Peirceznak definuje jako něco, co pro někoho něco dalšího zastupuje – ne však ve všech ohledech, ale pouze vzhledem k určité ideji. Peircův model znaku je tedy triadickým vztahem (v pojmech de Saussura) mezi označujícím, označovaným a nově i výsledkem interpretace. Roli označujícího zde hraje tzv. representamen: Representamen je konkrétní forma, kterou na sebe znak bere, tedy např. slovo, věta nebo barva na semaforu. To, co je representamenem ve znaku denotované, Peirce nazývá jako objekt. Interpretant je pak dle Peirce nový znak vytvořený na základě interpretace původního znaku v něčí mysli. Vzájemné vztahy těchto tří složek, a tedy i model celého Peircova znaku, lze znázornit pomocí jednoduchého diagramu. Vztah objektu s representamenem může být zcela arbitrární, proto je značen přerušovanou linkou. 

Obr. 1: Peircův model triadického znaku 

Konkrétním příkladem znaku může být známka napsaná učitelem na test, která denotuje žákovu míru znalosti látky. Ten však známku v tomto konkrétním případě interpretuje odlišným způsobem, a to jako znak pro vyhubování rodičem. 

Obr. 2: Příklad

Pojetí objektu i interpretantu se může při procesu vnímání znaku měnit – právě tuto skutečnost Peirce zachycuje rozlišením objektu na „bezprostřední“ a „dynamický“ a obdobně i rozlišením interpretantu na „bezprostřední“, „dynamický“ a „finální“. Bezprostřední objekt je tím objektem, jak je znakem reprezentován, tj. jde o určitou ideu vztahující se právě k tomuto objektu založenou na jeho reprezentaci. Bezprostředním objektem může být např. představa ošklivého počasí, která je vyvolána znakem Venku je ošklivo.. Tzv. dynamický objekt je ten objekt, ke kterému representamen referuje a který tak stojí zcela mimo znak samotný – jde např. o ono konkrétní ošklivé počasí venku. Bezprostřední interpertant je dále prvotní porozumění znaku, tj. např. vágní obraz ošklivého počasí v mysli interpreta. Dynamický interpretant je následný efekt přímo vyvolaný znakem, může jít např. o zklamání ze špatného počasí; tento efekt se může dále průběhem času měnit. Finální interpretant je tou poslední (finální) interpretací dosaženou interpretem.

## Nekonečná sémioza
Znak může, vzhledem k definici interpretantu (který je znakem sám o sobě), v mysli interpreta vytvořit zcela nový znak, neekvivalentní k tomu původnímu. Takový znak může být následně zdrojem další interpretace, a tedy i zdrojem dalšího nově interpretovatelného znaku, se kterým se může tento proces znovu opakovat „ad infinitum“.  Umberto Eco tento potenciál nekonečného vytváření dalších znaků neustálou interpretací nazývá nekonečnou sémiozou (unlimited semiosis). Ta může být znázorněna následujícím diagramem: 

Obr. 3: Nekonečná sémioza (interpretant se stává representamenem nového znaku) 

Např. znak strom u někoho může vyvolat interpretant jabloň, ten dále může vést k interpretantu jablka, ten dále ke štrúdl, dezert, kavárna atd. 

## Dělení znaku dle Peirce
Peirce zavádí trichotomické dělení znaku, resp. typologii znaků, založené na určitých kritériích a charakteristikách jeho jednotlivých složek a některých vzájemných vztahů mezi nimi. Znaky je dle Peirce možné dělit na základě charakteristik jejich (1) vztahu representamenu s objektem, (2) representamenu a (3) na základě zaměření interpretantu (viz dále). Charakteristiky těchto jednotlivých složek pak společně slouží k celkové klasifikaci znaku a jeho zařazení do jedné z deseti možných tříd.

### Dělení na základě vztahu representamenu s objektem
Dělení na základě vztahu representamenu s objektem je první dělení, které Peirce nabídl, a to ve své stati „What is a Sign?“ z roku 1894. Znak je dělen na tzv. indexy, ikóny a symboly. Tyto tři typy se mohou různou měrou kombinovat. 

#### Index
Index je takový znak, ve kterém je jeho representamen přímo ovlivněn, navázán nebo jinak kauzálně propojen s objektem, který tento znak denotuje. Příkladem může být korouhev ukazující směr větru – korouhev je zde representamen kauzálně spojený s objektem směr větru. Dalším příkladem může být kouř, který je representamenem indexálního znaku s objektem oheň. Vzhledem k takové přímé vazbě representamenu na objekt je existence objektu pro indexální znak nutná. 

#### Ikón
Ikón je takový znak, jehož representamen je v nějakém smyslu objektu tohoto znaku podobný – ať už vlastnostmi nebo určitými rysy. Podobnost tak nemusí být založena pouze na vzhledu, jako např. u malovaných portrétů a obrázků vůbec Ikónem mohou být i  metafory a analogie, protože se svým objektem sdílejí určitou podobnost Ikóny existenci denotovaného objektu nevyžadují

#### Symbol
Symbol je takový znak, jehož vztah representamenu s objektem je arbitrární, založený na konvenci, určité zákonitosti, pravidlu nebo zvyku, ať už naučeném, či vrozeném. Příkladem může být znovu kouř. Pokud se dohodneme na tom, že kouř viditelný na obloze znamená nebezpečí, bude kouř representamenem symbolického znaku denotující nebezpečí. Dalším příkladem symbolů jsou dle Peirce „[v]šechna slova, věty, knihy a další konvenční znaky“ („All words, sentences, books, and other conventional signs.“). Pokud by v případě symbolu neexistoval nikdo, kdo by mohl tento znak interpretovat, ztratil by celkově svůj význam

#### Kombinace
Příkladem kombinace tří výše zmíněných dělení znaku může být dle Chandlera mapa. Mapa může být ikón, index i symbol zároveň – přejímá charakteristiku a rysy krajiny (tj. ikonicita), je založena na kauzální vazbě mezi zobrazovaným a reálnou krajinou (index) a zároveň využívá i dohodnutých značení (symbol).

### Dělení znaku na základě typu representamenu
Znak může zastupovat svůj objekt pouze v určitém ohledu, a právě na základě charakteru tohoto ohledu je možné znak klasifikovat jako qualisign, sinsign nebo legisign

#### Qualisign
Qualisign je takový znak, jehož representamen je pouhou „kvalitou“, určitým charakterem nebo rysem svého objektu. Qualisign je proto vždy ikónem Příkladem může být vjem červené barvy (feeling of red) nebo také specifická vůně zastupující čerstvě upečenou bábovku – representamen je tedy pouze vůně, „kvalita“ objektu. 

#### Sinsign (token)
Sinsign – později označený jako „token“ – je takový znak, jehož representamen je aktuálně existující věc nebo událost  (actual existent thing or event), popřípadě individuální objekt nebo událost (individual object or event). Příkladem může být již zmíněná korouhev, která je representamenem pro aktuálně existující věc – směr větru. Dále může jít např. o konkrétní demonstraci, která může být representamenem pro společenský problém.

#### Legisign (type)
Legisign (také označován jako „type“) je takový znak, jehož representamen je nějaká zákonitost, konvence, pravidlo nebo obecný typ. Každý legisign se pak dle Peirce projevuje právě pomocí své konkrétní aplikace, tj. pomocí tokenu (sinsignu). Příkladem může být demonstrace denotující typ projevu společnosti.

#### Kombinace
Representamen může být určitou měrou kombinací výše uvedených typů.

### Dělení znaku na základě efektu interpretantu
Znak lze dále dělit podle toho, jaký efekt má na interpreta, respektive podle toho, na co je interpret nucen se při interpretaci znaku zaměřit, tedy zda je znak réma, dicent nebo delome.

#### Réma
Réma je takový znak, který se skrze svůj interpretant zaměřuje u interpreta pouze na určitou kvalitu, charakter nebo rys svého objektu a jako takový nemůže vypovídat nic o pravdivosti. Rématem jsou například všechny nenasycené predikáty, jako  „_ má rád _“, „_ aplikuje _ _“ nebo i čistě kvalitativní a charakterová označení jako zvíře, člověk, obratlovec, tj. označení tříd a vlastní jména.

#### Dicent
Dicent je takový znak, který se skrze svůj interpretant zaměřuje u interpreta na existenční vlastnosti objektu a má tak schopnost něco o objektu vypovídat. Příkladem jsou nasycené predikáty a tedy i propozice obecně: např. Pavel má rád bábovku. Slunce je žluté. Doktor aplikuje lék pacientovi.

#### Delome
Delome (také označovaný jako „argument“) je takový znak, který se skrze svůj interpretant zaměřuje u interpreta na pravidlo, zákonitostnebo na propojení s dalšími znaky pomocí nějakého pravidla. Liszkauvádí jako příklad logické vyplývání, které je při interpretaci pravidlem vedoucím k nalezení zcela nové informace, která není obsažena v původních premisách.

### Klasifikace znaku a fenomenologie
Výše zmíněné trichotomie typů znaku jsou založeny na třech kategoriích Peircovy fenomenologie: prvosti, druhosti a třeťosti. Prvost je kategorií kvalit, druhost kategorií dyadických relací a třeťost kategorií zprostředkování (Peirce 1994, 1.328). Z definic jednotlivých typů znaku pak lze určit i jejich fenomenologickou kategorii, viz následující tabulka:
|         | Representamen   | Objekt | Interpretant      |
| ------- | --------------- | ------ | ----------------- |
| Prvost  | qualisign       | ikón   | réma              |
| Druhost | sinsign (token) | index  | dicent            |
| Třeťost | legisign (type) | symbol | delome (argument) |

Index např. využívá dyadické vazby mezi representamenem a objektem, a proto je v kategorii druhosti. Delome naopak zprostředkovává nové poznání, a tak spadá do kategorie třeťosti. 

Znaky jsou dále na základě typů jejich jednotlivých složek a vzájemných kombinací těchto typů klasifikovatelné (pouze) do deseti různých tříd, a to z důvodu jistých kombinačních exkluzivit vyplývajících z jednotlivých definic typů (kdy je např. vyloučeno, aby byl qualisign, tedy nějaká kvalita, cokoliv jiného než ikón, který je svému objektu podobný, a zároveň je vyloučeno, aby byl čímkoliv jiným než rématem, který se při interpretaci zaměřuje právě na kvalitu). Peirce tuto desítku tříd znaků shrnuje včetně příkladů: 

| Interpretant | Objekt | Representamen   | Příklad                                   | Ref   |
| ------------ | ------ | --------------- | ----------------------------------------- | ----- |
| Réma         | Ikón   | Qualisign       | a feeling of red (pocit červené)          | 2.254 |
| Réma         | Ikón   | Sinsign (token) | individual diagram (diagram něčeho)       | 2.255 |
| Réma         | Index  | Sinsign (token) | a spontaneous cry (spontánní pláč)        | 2.256 |
| Dicent       | Index  | Sinsign (token) | weathercock (korouhev)                    | 2.257 |
| Réma         | Ikón   | Legisign (type) | a diagram type (typ diagramu)             | 2.258 |
| Réma         | Index  | Legisign (type) | demonstrative pronoun (ukazovací zájmeno) | 2.259 |
| Dicent       | Index  | Legisign (type) | a street cry (pouliční vyvolávání)        | 2.260 |
| Réma         | Symbol | Legisign (type) | a common noun (běžné podstatné jméno)     | 2.261 |
| Dicent       | Symbol | Legisign (type) | ordinary proposition (běžné tvrzení)      | 2.262 |
| Delome       | Symbol | Legisign (type) | argument (ze kterého něco vyplývá)        | 2.263 |

Znak je klasifikován výčtem typů jednotlivých složek znaku, tj. interpretantu, objektu 
a representamenu. Např. kourouhev je dicent–index–sinsign, protože: (1) něco vypovídá o svém objektu (dicent), (2) je se svým objektem kauzálně spjat (index) a (3) je to existující objekt (sinsign).